# Mai Tiến Dũng (thiếu tướng)
Mai Tiến Dũng là Thiếu tướng Công an nhân dân Việt Nam. Ông từng giữ chức vụ Phó Chánh Văn phòng Bộ Công an Việt Nam.

## Tiểu sử
Trước năm 2003, Mai Tiến Dũng là Thượng tá, Trưởng phòng PC16 Công an tỉnh Thanh Hóa.
Từ tháng 9 năm 2003 đến tháng 7 năm 2008, Mai Tiến Dũng là Thượng tá, Trưởng phòng thuộc Cục C44 Bộ Công an.
Từ tháng 7 năm 2008 đến tháng 10 năm 2013, Mai Tiến Dũng là Đại tá, Phó Chánh Văn phòng Interpol Việt Nam.
Tháng 11 năm 2013, Mai Tiến Dũng là Đại tá, Phó Chánh Văn phòng Bộ Công an Việt Nam.
Từ tháng 11 năm 2014 đến tháng 7 năm 2018, Mai Tiến Dũng là Thiếu tướng, Phó Chánh Văn phòng Bộ Công an Việt Nam.